# Alfred Hitchcock presenta
Alfred Hitchcock Presenta (en inglés Alfred Hitchcock Presents y de 1962 a 1965 The Alfred Hitchcock Hour) es una serie de televisión estadounidense conducida por Alfred Hitchcock, que se emitió en la CBS y NBC entre los años 1955 y 1965. La serie ofrecía dramas, thrillers y misterios.

## Argumento
Inmortalizada por la silueta de Alfred Hitchcock apareciendo en la pantalla con el sonido de Marcha fúnebre para una marioneta de Charles Gounod, esta serie está compuesta de una antología de pequeñas historias extrañas, con final a menudo inesperado.
Al comienzo de cada episodio se realiza una presentación, siempre teñida de humor negro, donde Alfred Hitchcock saludaba a los telespectadores con un severo «Buenas noches». En el epílogo, tras el final de la historia, reaparecía para exponer su lectura moral sobre la historia.
Numerosos directores participaron en esta serie, destacando Robert Altman, Sydney Pollack, Robert Stevenson, Ida Lupino, Don Taylor, Arthur Hiller y el propio Alfred Hitchcock, que repitió el mismo diseño, varios años más tarde, en la serie El nuevo Alfred Hitchcock presenta.

## Premios
- Premios Emmy 1956: Mejor montaje por el episodio Breakdown.
- Premios Emmy 1957: Mejor guion para James P. Cavanagh por el episodio Fog Closing In.
- Premios Emmy 1958: Mejor director para Robert Stevens por el episodio The Glass Eye.
- Premios Globo de Oro 1958: Mejor serie.

## Repercusión
La serie propició la aparición de una revista de noticias literarias llamada Alfred Hitchcock's Magazine, publicada por H.S.D. Publication Inc. Sin embargo, Hitchcock no estaba en absoluto implicado en la selección literaria de la revista, conformándose con escribir un editorial cada mes. Esta revista todavía existe pero fue recomprada por el grupo Dell Magazine en 1997 y posteriormente se le cambió también el título a Alfred Hitchcock's Mystery Magazine, siendo actualmente una de las revistas más antiguas del género.